# Repićevo Selo
Repićevo Selo – wieś w Chorwacji, w żupanii krapińsko-zagorskiej, w gminie Gornja Stubica. W 2011 roku liczyła 28 mieszkańców.